# تلمبه گلستان سرجنگل
تلمبه گلستان سرجنگل یک منطقهٔ مسکونی در ایران است که در دهستان کشکوئیه واقع شده‌است. تلمبه گلستان سرجنگل ۱۱ نفر جمعیت دارد.